# Боковеньковская балка
Боковеньковская балка (укр. Боковеньківська балка) — ботанический заказник общегосударственного значения на Украине. Расположен в пределах Кропивницкого района Кировоградской области близ села Нагорное. Занимает территорию 15 га. Заказник открыт согласно указу президента Украины от 20 августа 1996 года № 715/96. Образован с целью охраны растений, занесённых в красную книгу Украины, таких как ковыль перистый и прострел луговой.